# 1489
| 1489               |
| ------------------ |
| Dødsfald - Fødsler |
|                    |

| Gregoriansk kalender | 1489 MCDLXXXIX          |
| Ab urbe condita      | 2242                    |
| Armensk kalender     | 938 ԹՎ ՋԼԸ              |
| Kinesiske kalender   | 4185 – 4186 戊申 – 己酉 |
| Etiopisk kalender    | 1481 – 1482             |
| Jødisk kalender      | 5249 – 5250             |
| Hindukalendere       |                         |
| - Vikram Samvat      | 1544 – 1545             |
| - Shaka Samvat       | 1411 – 1412             |
| - Kali Yuga          | 4590 – 4591             |
| Iransk kalender      | 867 – 868               |
| Islamisk kalender    | 894 – 895               |

Konge i Danmark: Hans 1481-1513
Se også 1489 (tal)